# Анархо-феминизм

Чёрно-лиловый флаг анархо-феминизма

Символика анархо-феминизма

Ана́рхо-фемини́зм (анархи́ческий фемини́зм) — синтез анархизма и феминизма. Анархистки феминистской направленности выступают против всех правительств, любого вида иерархий и лидеров. Анархо-феминизм рассматривает патриархат как фундаментальное проявление существующей государственной системы и главную проблему общества. Анархо-феминистки считают, что борьба против патриархата — важнейшая составляющая классовой борьбы и борьбы анархисток против государства и капитализма. По мнению анархо-феминисток, для создания альтернативной системы, в которой женщины сами смогут контролировать свою жизнь, необходимо непосредственное действие, опирающееся на революционный потенциал женщин.
По существу, эта идеология видит борьбу анархисток  как необходимый компонент борьбы феминисток/профеминистов, и наоборот. В США, в основном, распространены индивидуалистические формы анархо-феминизма, в то время как в Европе делается больший акцент на коллективизме.

## История и современность
Анархо-феминизм был вдохновлён работами таких анархо-феминисток конца XIX — начала XX века, как Эмма Гольдман, Вольтарина де Клер, Дора Марсден и Люси Парсонс. Ранняя феминистка Мэри Уолстонкрафт имела протоанархические взгляды, а её мужа Уильяма Годвина часто считают выдающимся предтечей анархизма и анархо-феминизма. Во время гражданской войны в Испании для защиты анархических и феминистических идей самоорганизовалась группа «Mujeres Libres» (с исп. — «Свободные женщины»).
Анархо-феминизм критикует взгляды многих теоретиков традиционного анархизма (в их числе Пьер-Жозеф Прудон), так как они зачастую рассматривали патриархат как незначительную проблему, являющуюся второстепенной по отношению к капитализму, которая исчезнет вместе с ним. Некоторые даже поддерживали патриархальные отношения. Прудон, например, рассматривал семью как базовую ячейку общества и его нравственности и считал, что женщины несут ответственность за исполнение традиционной роли внутри семьи. Михаил Бакунин, вопреки укоренившемуся заблуждению, не являлся противником женского освобождения, а вёл борьбу со всеми властными институтами (включая патриархат) и выдвигал предложения в пользу улучшения положения женщин в рамках построения безгосударственного общества. По мнению американских феминисток Пегги Корнеггер и Кэрол Маргарет Эрлих, только анархо-коммунизм Кропоткина совместим с феминистскими представлениями.
По мнению Корнеггер и Эрлих, феминизм и анархизм взаимодополняют друг друга: феминизм расширяет анархизм через тематизирование других отношений угнетения и женского компонента, а анархизм даёт феминизму понимание общественной иерархии и революционную концепцию. Они также считали, что феминистки являются естественными анархистками. Л. Сюзан Браун также считала, что «поскольку анархизм — политическая философия, противопоставляющая себя всем властным отношениям, он по сути своей является феминистским».
Важная сторона анархо-феминизма — оппозиция по отношению к традиционным концепциям семьи, образования и гендерных ролей. Институт брака подвергается наибольшей критике. Де Клер утверждала, что брак подавляет индивидуальный рост, а Гольдман — что это, в первую очередь, экономическое соглашение, за которое женщина платит своим именем, своим самоуважением, самой жизнью. Анархо-феминизм также выступает за неиерархическую структуру семьи и образования. Он также сыграл видную роль в создании Современных школ (Modern Schools) в Нью-Йорке, основывавшихся на идеях либертарной педагогики Франсеск Феррер (Francesc Ferrer i Guàrdia).
В англоговорящих анархо-феминистских кругах США в последнее время возник термин «manarchist» (игра слов: man — мужчина, anarchist — анархист) как уничижительный ярлык для анархистов-мужчин, которые свободны от забот феминисток, либо являются открытыми антифеминистами, либо ведут себя патриархально и как женоненавистники. Этот термин был популяризирован широко разошедшейся в 2001 году анкетой «Manarchist ли вы?»
Определённую заботу вызывает то, что анархо-феминистки развитых стран далеки от проблем феминисток стран третьего мира. Особенно заметно плохое положение анархо-феминисток (про-феминистов) на Ближнем Востоке.
В наше время анархо-феминизм известен своим сильным влиянием на экофеминизм. «Экофеминистки правильно отмечают, что, за исключением анархо-феминисток, ни одно феминистское направление не осознало важность избавления от барьера между природой и цивилизацией».
Современные анархо-феминистские группы: боливийские «Мухерес Креандо» (Mujeres Creando); Радикальные чирлидеры (Radical Cheerleaders) и ежегодная конференция «Ла Ривольта!» (La Rivolta!) в Бостоне.
Теме анархо-феминисток в годы гражданской войны в Испании посвящён фильм «Анархистки».

### На английском языке
- Anarcha-Communist Gender news Архивная копия от 24 февраля 2021 на Wayback Machine
- Anarcha-Feminism (Infoshop.org)
- Modern anarchist writings by women Архивная копия от 25 февраля 2021 на Wayback Machine
- Sex, Race and Class by Selma James
- Quiet Rumours: an Anarcha-Feminist Reader by Dark Star Collective